# Elvis Contreras
Pour les articles homonymes, voir Contreras.
Elvis Contreras est un joueur de volley-ball dominicain, né le 20 juillet 1979 à Tamayo. Il mesure 1,88 m et joue réceptionneur-attaquant.

## Clubs
| Club                     | Pays                   | De        | À         |
| ------------------------ | ---------------------- | --------- | --------- |
| Bameso                   | République dominicaine | 1997-1998 | 1999-2000 |
| Los Prados               | République dominicaine | 2000-2001 | 2002-2003 |
| CV Las Palmas            | Espagne                | 2003-2004 | 2003-2004 |
| Bassano del Grappa joker | Italie                 | 2003-2004 | 2003-2004 |
| VfB Friedrichshafen      | Allemagne              | 2004-2005 | …         |

## Palmarès
- Championnat d'Allemagne : 2005, 2006
- Coupe d'Allemagne : 2005, 2006
- Championnat de République dominicaine : 1997, 1998, 1999, 2002